# Reaktives System (Informatik)
Ein reaktives System befindet sich in ständiger Interaktion mit der Umgebung, wobei die Umgebung dominiert und das System sich dieser unterordnet. Eingaben (z. B. durch Sensoren) werden vom System nach ihrer Verarbeitung sofort wieder an die Umgebung rückgeführt, indem bspw. ein Motor angetrieben wird. Die Verarbeitung der Eingaben muss innerhalb definierter Zeitgrenzen geschehen.
Die wichtigsten Merkmale eines reaktiven Systems sind:
- Nebenläufigkeit;
- Korrektheit (es werden nur korrekte Ausgaben geliefert, welche die Umgebung verarbeiten kann);
- Sicherheit;
- genaues Zeitverhalten;
- Nicht-Terminierend;
- Widerstandsfähigkeit (Resilienz) gegen Fehler;
- Elastizität (das System kann sich geänderter Last anpassen und bleibt antwortfähig).

Anwendung finden reaktive Systeme u. a. in eingebetteten Systemen, Echtzeitsystemen, Kommunikationsprotokollen und Benutzerschnittstellen.

## Weitere Literatur
- Nicolas Halbwachs: Synchronous programming of reactive systems. Kluwer Academic Publishers Vieweg 1993, ISBN 0792393112
- Gérard Berry: The Foundations of Esterel. In: Proof, Language and Interaction: Essays in Honour of Robin Milner. 1998.
- https://www.reactivemanifesto.org/de